# 范雪朋
范雪朋（1908年—1974年），原名姚雄飞，江苏宜兴人，中国女性武打演员，曾任中国电影工作者协会理事。